# Trevor Hudgins
Trevor Hudgins (Manhattan, Kansas, 23 de marzo de 1999) es un baloncestista estadounidense que pertenece a la plantilla del Le Mans Sarthe Basket de la LNB Pro A francesa. Con 1,83 metros de estatura, juega en la posición de base.

## Trayectoria deportiva

### Universidad
Jugó cuatro temporadas con los Bearcats  de la Universidad Estatal del Noroeste de Misuri, en las que promedió 20,4 puntos, 2,5 rebotes, 5,0 asistencias y 1,4 robos de balón por partido. Allí ganó tres campeonatos de la División II de la NCAA, en 2019, 2021 y 2022, siendo elegido Jugador del Año de la NABC en los dos últimos campeonatos. Ganó el premio Bevo Francis de 2022 al mejor jugador de baloncesto de universidades pequeñas y se convirtió en el segundo jugador de Northwest Missouri State en ganar el premio tras Justin Pitts.

#### Estadísticas
| Año     | Equipo            | PJ       | PT       | MPP      | %TC      | %3P      | %TL      | RPP      | APP      | ROB      | TPP      | PPP      |
| ------- | ----------------- | -------- | -------- | -------- | -------- | -------- | -------- | -------- | -------- | -------- | -------- | -------- |
| 2017–18 | NW Missouri State | Redshirt | Redshirt | Redshirt | Redshirt | Redshirt | Redshirt | Redshirt | Redshirt | Redshirt | Redshirt | Redshirt |
| 2018–19 | NW Missouri State | 38       | 38       | 34.1     | .529     | .459     | .832     | 2.3      | 5.3      | 1.3      | .1       | 18.7     |
| 2019–20 | NW Missouri State | 32       | 32       | 36.4     | .533     | .533     | .868     | 2.8      | 6.0      | 1.5      | .1       | 19.6     |
| 2020–21 | NW Missouri State | 30       | 30       | 37.1     | .542     | .508     | .901     | 2.4      | 4.6      | 1.3      | .1       | 19.8     |
| 2021–22 | NW Missouri State | 39       | 39       | 37.7     | .482     | .415     | .901     | 2.4      | 4.3      | 1.5      | .2       | 23.0     |
| Total   | Total             | 139      | 139      | 36.3     | .517     | .465     | .878     | 2.5      | 5.0      | 1.4      | .1       | 20.4     |

### Profesional
Tras no ser elegido en el Draft de la NBA de 2022, el 1 de julio firmó un contrato dual con los Houston Rockets, convirtiéndose en el primer jugador de la historia de Northwest Missouri State en firmar con un equipo de la NBA. Hizo su debut en la temporada regular con los Rockets el 22 de octubre de 2022, cuando anotó 3 puntos en la derrota ante los Milwaukee Bucks.
El 2 de julio de 2023 firmó un segundo contrato dualcon los Rockets. Fue despedido el 23 de octubre de 2023.
El 7 de noviembre de 2023 firmó con el Le Mans Sarthe Basket de la LNB Pro A francesa.

## Estadísticas de su carrera en la NBA

### Temporada regular
| Año     | Equipo  | PJ | PT | MPP | %TC  | %3P  | %TL   | RPP | APP | ROB | TPP | PPP |
| ------- | ------- | -- | -- | --- | ---- | ---- | ----- | --- | --- | --- | --- | --- |
| 2022-23 | Houston | 5  | 0  | 5.6 | .222 | .250 | 1.000 | .0  | .6  | .0  | .0  | 1.8 |
| Total   | Total   | 5  | 0  | 5.6 | .222 | .250 | 1.000 | .0  | .6  | .0  | .0  | 1.8 |